# MZ BK 350
Die MZ BK 350 (BK = Boxer-Kardan) ist ein Motorradmodell des IFA-Motorradwerk Zschopau (ab 21. Oktober 1953: VEB Motorradwerk Zschopau), das von 1952 bis 1959 produziert wurde; bis 1956 unter der Bezeichnung „IFA BK 350“.

## Entwicklungsgeschichte
Schon ab 1946 konnten Funktionsmuster der späteren BK 350 bei Bark auf Basis von DKW-Baumustern entwickelt und erprobt werden. Auf der Leipziger Frühjahrsmesse 1951 wurde die BK 350 als DKW-Zweizylindermaschine vorgestellt. Der Serienstart verzögerte sich jedoch bis Ende 1952.
Die BK 350 war die erste (a) Neukonstruktion des ehemaligen DKW-Werkes nach dem Kriegsende und wurde wegen ihrer besonderen Konstruktion (Boxermotor und Kardanantrieb) international mit großem Interesse erwartet. Zu Beginn der Serienproduktion lief sie unter dem Namen des nun staatlichen DDR-Fahrzeugbauverbandes IFA.
Aufbauend auf den positiven Erfahrungen der ES-Baureihe wurde 1958 noch die Entwicklung eines Vollschwingenfahrwerks mit der Bezeichnung BK 351 abgeschlossen und in wenigen Funktionsmustern gebaut. Da gleichzeitig entschieden wurde, die Stückzahlen der in der Fertigung im Vergleich weniger aufwendig zu produzierenden ES-Modelle deutlich zu steigern, lief die Produktion der BK 350 1959 aus. Insgesamt wurden 41.163 BK 350 gebaut, davon 6.036 für den Exportmarkt.

## Technik

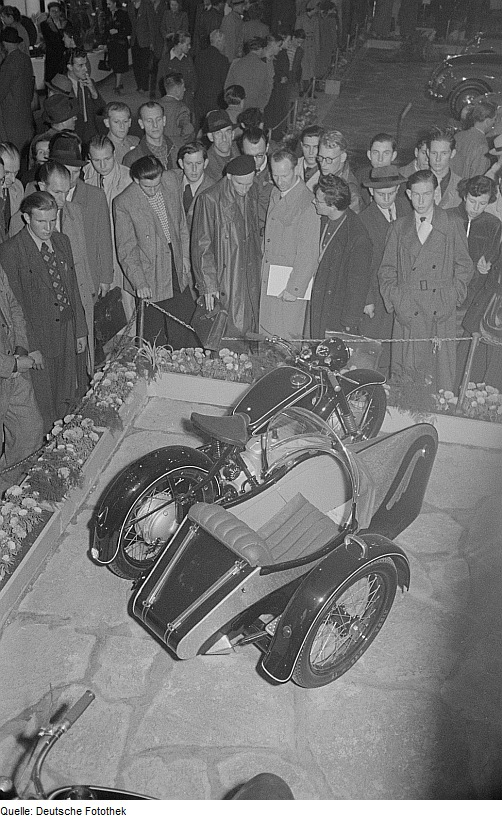
IFA BK 350 mit Stoye-Seitenwagen auf der Leipziger Herbstmesse 1952

### Fahrwerk
Der Rahmen ist ein geschweißter Doppelschleifenrohrrahmen mit Anschlusspunkten für einen Seitenwagen (der sowohl rechts als auch links angeschlossen werden kann). Am Steuerkopf ist er mit dreieckigen Knotenblechen verstärkt. Hinten hat die BK 350 Geradewegfederung mit 50 mm Federweg, vorn eine Teleskopgabel mit 148 mm Federweg, der integrierte Lenkungsdämpfer kann mit einer Sterngriffschraube auf dem oberen Klemmkopf eingestellt werden. Die BK 350 hat vorn und hinten Steckachsen, die beiden Innenbackenbremsen haben 200 mm Durchmesser.

### Antrieb
Die BK 350 wird von einem schlitzgesteuerten Zweizylinder-Zweitakt-Boxermotor mit insgesamt 343,5 cm³ Hubraum angetrieben, zu Beginn mit 15 PS ab 1957 mit 17 PS Leistung. Anregung zu dieser Motorbauart gaben Entwicklungsarbeiten, die gegen Ende des Zweiten Weltkriegs im Zschopauer DKW-Stammwerk durchgeführt wurden, um einen kurzhubigen Boxermotor als Startaggregat für Flugzeuge zu produzieren.
Nach Angaben des Herstellers MZ wählte man die Aufteilung des Hubraums auf zwei Zylinder wegen der hohen Spülverluste bei Hubvolumen größer 250 cm³ mit Dreikanalspülung. Aufgrund der seinerzeit schwierigen Verfügbarkeit von Antriebsketten wählte man einen Kardanantrieb zur Kraftübertragung auf das Hinterrad. Aus diesen Gründen konstruierte man einen Boxermotor mit längs liegender Kurbelwelle. Das klauengeschaltete Vierganggetriebe ist in einem hinten an das Motorgehäuse angeflanschten Gehäuse untergebracht. Auf der nach hinten herausragenden Antriebswelle sitzt ein blechgekapseltes Gummigelenk, in dem gleitend verschiebbar (zum Längenausgleich wegen der Federung) die Kardanwelle gelagert ist. Die am Hinterradantrieb auftretende Winkelbewegung beim Durchfedern wird von einem ebenfalls blechgekapselten Kreuzgelenk aufgenommen.

### Elektrische Anlage
Die BK 350 hat eine 6-V-Gleichstromlichtmaschine mit 60 W Nennleistung. Der zugehörige Regler ist mit der Lichtmaschine unter dem vorderen Motorgehäusedeckel untergebracht. Die Batterie liegt auf der Kupplungsseite unter der Seitenverkleidung. Hier befinden sich auch die elektrischen Sicherungen und das Bordwerkzeug. Der Frontscheinwerfer ist ein Aufbauscheinwerfer mit 160 mm Durchmesser. Bestückt ist er mit einer 6V/35W+35W-Bilux-Glühlampe. Im Gehäuse des Frontscheinwerfers sind der Tachometer sowie das Zündschloss eingebaut.

### Seitenwagen
Die BK 350 ist für einen Betrieb mit Seitenwagen ausgelegt, der an drei Punkten des BK-Rahmens angeschlossen wird. Den ab Werk angebotenen Seitenwagen fertigte Stoye-Fahrzeugbau-Leipzig.

## Technische Daten
| IFA/MZ BK 350         | IFA/MZ BK 350                                                                       |
| --------------------- | ----------------------------------------------------------------------------------- |
| Motor                 | längs eingebauter, fahrtwindgekühlter Zweizylinder-Zweitakt-Boxermotor, Kickstarter |
| Steuerung             | Schlitzsteuerung                                                                    |
| Hubraum               | 343,4 cm³                                                                           |
| Verdichtung           | 7 : 1                                                                               |
| Bohrung × Hub         | 58 × 65 mm                                                                          |
| Nennleistung          | 15 PS (11 kW) bei 5000/min; ab 1957: 17 PS (12,5 kW) bei 5100/min                   |
| Gemischaufbereitung   | BVF-Vergaser NB 22-1                                                                |
| Schmierung            | Zweitaktgemisch 1 : 25                                                              |
| Zündung               | Batteriezündung, kontaktgesteuert                                                   |
| Lichtmaschine         | 6 V – 45–60 W                                                                       |
| Batterie              | 6V – 8 Ah                                                                           |
| Bordspannung          | 6 V                                                                                 |
| Kupplung              | Einscheibentrockenkupplung                                                          |
| Getriebe              | 4-Gang-Getriebe, klauengeschaltet                                                   |
| Endantrieb            | Kardan                                                                              |
| Rahmen                | Doppelschleifen-Rohrrahmen                                                          |
| Maße (L × B × H)      | 2150 × 760 × 1000 mm                                                                |
| Radstand              | 1400 mm                                                                             |
| Sitzhöhe              | 740 mm                                                                              |
| Radaufhängung vorn    | Teleskopgabel, hydraulisch gedämpft, 150 mm Federweg                                |
| Radaufhängung hinten  | Geradewegfederung, 50 mm Federweg                                                   |
| Felgengröße vorn      | Drahtspeichenrad, 2,50 × 19″                                                        |
| Felgengröße hinten    | Drahtspeichenrad, 2,50 × 19″                                                        |
| Bereifung vorn        | 3,25–19″                                                                            |
| Bereifung hinten      | 3,25–19″                                                                            |
| Bremse vorn           | Innenbacken-Trommelbremse (Vollnabe), ø 200 mm, seilzugbetätigt                     |
| Bremse hinten         | Innenbacken-Trommelbremse (Vollnabe), ø 200 mm, seilzugbetätigt                     |
| Leergewicht           | 142 kg                                                                              |
| zul. Gesamtgewicht    | 330 kg                                                                              |
| Tankinhalt            | ca. 16 l (Reserve: 2 l)                                                             |
| Höchstgeschwindigkeit | 115 km/h                                                                            |

Quellen: 

## Modellpflege
Ab 1957 wurde die bei MZ gleichzeitig produzierte MZ ES 250 mit auf 14,25 PS (10 kW) gesteigerter Leistung verkauft. Da der Unterschied zur BK 350 relativ klein geworden wäre, wurde parallel die Motorleistung der BK auf 17 PS (13 kW) erhöht. Mit der dabei verbesserten Ein- und Auslassdämpfung (Ansaug- bzw. Auspuffseite) wurden die Geräuschemissionen spürbar reduziert.

## Geländesporteinsatz

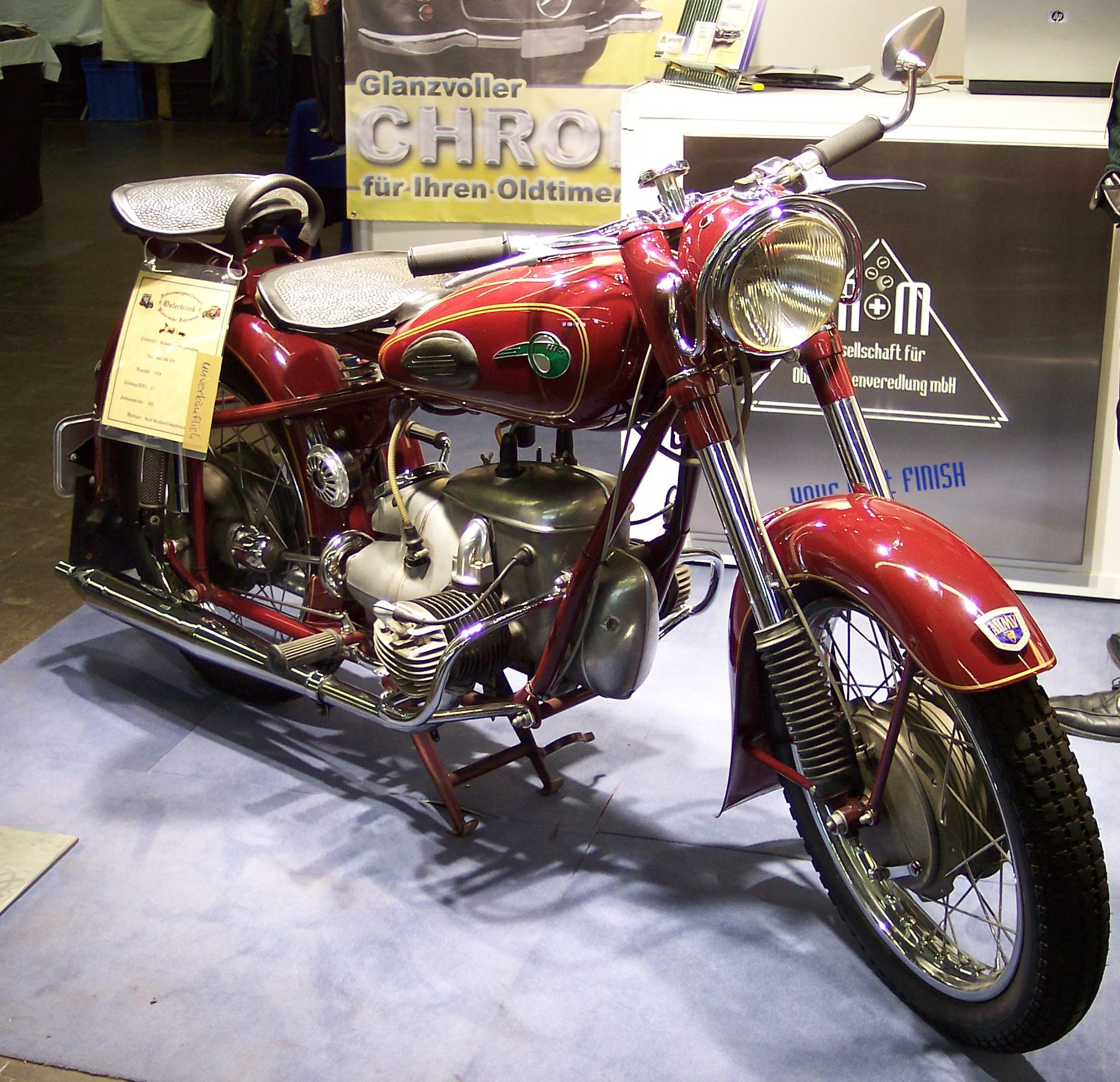
Eine MZ BK 350 für den Geländesporteinsatz mit profilierter Bereifung und Schutzbügeln für den Frontscheinwerfer sowie die Zylinder

Die BK 350 wurde auch im Geländesport eingesetzt. So startete beispielsweise 1953 eine dreiköpfige Clubmannschaft auf BK 350 bei der 28. Internationalen Sechstagefahrt im tschechoslowakischen Gottwaldov. Ausgerüstet waren die Maschinen u. a. mit notwendiger Geländebereifung sowie Schutzbügeln für den Frontscheinwerfer und die Zylinder.
Die Zeitschrift Illustrierter Motorsport informierte 1956 in einem Artikel über die technischen Möglichkeiten zur Leistungssteigerung des Motors und zu besserem Handling im Gelände. Dazu gehörte auch ein relativ aufwendiger Umbau der Auspuffanlage (Einbau eines Vorschalldämpfers notwendig), um sie höher zu legen.

## Testberichte/Kritiken
Der Motor war nicht völlig ausgereift; der Füllungsgrad des linken Zylinders bereitete Schwierigkeiten beim Einstellen der Vergaser, hervorgerufen durch die Strömungsverhältnisse im gemeinsamen Kurbelgehäuse beider Zylinder. Richtig eingestellte Vergaser arbeiteten jedoch problemlos. Um Störungen und Ölkohleablagerungen zu vermeiden, wurde eine Fahrweise mit Drehzahlen oberhalb von 3000/min empfohlen.
Die bundesdeutsche Zeitschrift Das Motorrad testete 1955 eine IFA BK350. Die Motorleistungen wurden als gut, wenn auch geringer als die vergleichbarer Modelle aus der Bundesrepublik beurteilt. Man vermutete die geringere Leistung unter anderem in der fehlenden Weiterentwicklung der Auspuffkonstruktion („Schalldämpfer in der Art […] verwendete die ostdeutsche Industrie schon 1937“). Bemängelt wurden starke Vibrationen im Leerlauf, die Schaltbarkeit besonders beim Herunterschalten sowie deutlich hörbare Schaltgeräusche. Sitzposition und Straßenlage wurden als gut befunden. Hervorgehoben wurden die gute Abstimmung und Wirksamkeit der Bremsen. Als mustergültig beurteilten die Tester den Informationsgehalt des Handbuchs. Das Fazit (gemeinsam mit der ebenfalls geprüften AWO 425) lautete:

„Die motorische Leistung der beiden geprüften ostzonalen Maschinen lag deutlich unter dem, was wir jetzt bei uns als Durchschnitt betrachten. Auch die Bauweise der Fahrgestelle ist nach unseren Begriffen nicht mehr ganz up to date. […] Daß sie aber tadellos und mit viel Liebe gearbeitet sind und ein hervorragendes Finish besitzen, kann nicht bestritten werden. […] Gibt man den Werken dort drüben die Möglichkeit, ähnlich zu wirtschaften, wie unsere Fabriken das hier können, dann kann der noch bestehende Vorsprung leicht aufgeholt werden.“

Die Zeitschrift Der Deutsche Straßenverkehr testete 1958 eine BK 350 mit Stoye-Seitenwagen. Mit dem Wissen, dass die Produktion des Modells auslaufen sollte und die MZ ES 250 als Gespann bereits seit einem Jahr verfügbar war, urteilte man: Für den Gespannbetrieb sei sie die aktuell leistungsstärkste Maschine. Jedoch sind das Konzept und die Leistungsfähigkeit des Motors am Ende der Leistungsfähigkeit, der Federweg von lediglich 50 mm hinten entspricht nicht dem Stand der Zeit. Die Getriebeübersetzung und Schaltbarkeit wurden bemängelt, insbesondere das Herunterschalten erfordere viel Feingefühl und die Schaltgeräusche wurden als unangenehm beurteilt. Die Bremsen wurden als gut beurteilt, man wünschte sich ein gebremstes Seitenwagenrad. „Sollte nun die MZ-BK nicht weiter produziert werden, gebe es praktisch keine schwere Seitenwagenmaschine in der DDR. […] Eines aber wissen wir bestimmt: Eine zukünftige 350er müßte mindestens 20 PS Leistung haben, um als Gespannmaschine wirklich Freude zu machen.“

## Nachbauten
In Japan wurde in den 1950er- und 1960er-Jahren eine Kopie der BK gebaut.